# あさパラ!
『あさパラ!』は、1996年4月6日から2021年3月27日まで読売テレビで生放送されていた主婦向けの情報番組。放送時間は土曜日の9:25 - 10:30 (JST) 。
『あさパラ!』は、「assertiveness」（自己主張）と「paradise」（パラダイス）の頭文字から取られたものであり、「あさ」は「朝」から取られたものではない。

## 概要
読売テレビの大阪本社のスタジオから生放送されていた。社会・芸能・スポーツなどの主婦目線から見た1週間のニュースや、生活情報、健康情報など、主婦向けの情報を中心に伝えている。司会は、漫才コンビのハイヒールが担当。2002年夏からはハイヒール・リンゴが不妊治療のために番組を一時降板していたが、2004年夏に復帰した。基本的にリンゴがコーナーを進行するが、リンゴが降板していた時期はレギュラーである川合俊一も番組進行していた。
不定期で『あさパラ!スペシャル』と題し、11:25までの2時間拡大放送を行うことがある。2008年から2009年にかけては拡大放送をすることが多かったが、2009年10月から2011年3月までの間は土曜11時台に『月刊すぽるたす』が月に1回のペースで放送されていたため、この間は本番組の2時間での放送も月に1回程度で推移し、『月刊すぽるたす』放送時に1時間半バージョンとして放送されるケースも出ていた。
『月刊すぽるたす』終了後の2011年4月からは、再び拡大放送の機会が増えている。
正式には10:30 - 11:25は『土曜ロータリー』枠であり、日本テレビ他各系列局からの全国ネット特番（読売テレビ・広島テレビなど本番組のネット局の制作の場合あり）が10:30以降に組まれた場合には、スポンサーの関係上そちらが優先される。また、2011年12月17日まで10:30以降をジャパネットたかた協力の『超〜お得発見マガジン 小枝のスゴ得』に充てることがあった。
番組開始から一貫して関西ローカルで放送されていたが、2009年4月4日から2011年3月26日までは系列局の中京テレビでも放送されていた。中京テレビでの放送が終了した後は、再び関西ローカルへと戻っていたが、2016年4月からは広島テレビが同時ネットを開始した。2018年3月からは中京テレビでの同時ネットを再開している。
読売テレビが1時間半もしくは2時間で放送する日には、中京テレビもそのままフルネットする場合もあれば、10:30で飛び降りを行う場合もあった。飛び降り時にはジングルとともにハイヒールが「名古屋の皆さんはここでお別れ。大阪はまだまだ続きます」と飛び降りコメントを言い、「制作著作 ytv」のテロップを中京テレビが送出して飛び降りていた。
広島テレビでは現在、原則として放送枠拡大時もフルネットで放送している。また枠拡大時に自社制作番組が10:30以降に編成される場合は、番組全編の放送を休止して9:30 - 10:30枠に再放送などの穴埋め番組を編成することで対応している。その一方で、自社制作以外の中四国ブロックネット番組（主に山口放送や西日本放送の制作）が10:30 - 11:25枠に編成され、かつ本番組が10:30以降にも枠拡大となった場合は、本番組を優先して後日の遅れネット（この場合でもスポンサードネット）とする場合がある。また本番組が広島テレビ・中京テレビにネットされていることに配慮して、番組中に別の関西ローカル単発番組の宣伝・予告を入れる際には「関西地区のみ」の注釈がついている（番組によっては広島テレビ・中京テレビでも別時間帯に遅れネットする場合あり）。また広島テレビ・中京テレビでも放送予定が決まっている番組を告知する場合は各局の放送時間を案内している。
2008年には放送期間が12年を迎え、前番組『ときめきタイムリー』の放送期間11年4か月の記録を塗り替えた。さらに、2010年1月16日の放送で700回を迎えた｡
2015年12月12日で放送1000回を迎え、『あさパラ! 1000回スペシャル』と題し、2時間スペシャルとして放送された。
2021年2月25日、読売テレビより3月27日を以て本番組を終了し、25年間の歴史に終止符を打つことが発表された。なお局側は後番組について4月から『あさパラS』とタイトルが改題し、司会もハイヒールと平松がそのまま続投（川合は降板）するが、局側は「全く新しい番組」としている。

## 出演者

### 司会
- ハイヒール（ハイヒールリンゴ、ハイヒールモモコ）

### レギュラー
- 川合俊一（バレーボール解説者、日本ビーチバレーボール連盟会長）

### パネラー
- ヤナギブソン（ザ・プラン9） - 「芸人ごちそう飯」担当
- 桂南光
- 高岡達之（読売テレビ報道局副部長兼同局チーフプロデューサー）
- 千原せいじ（千原兄弟）
- 藤崎マーケット - 隔週、「藤崎マーケットの返り咲きマーケット→私はこれで人生変わりマーケット」担当
- 学天即 - 月1回程度
- アインシュタイン - 月1回程度、「アインシュタインのマダムに愛されタイン」担当
  - 藤崎マーケット、学天即、アインシュタインは交代で出演。
- 中野雅至（神戸学院大学教授）
- 足立基浩（和歌山大学教授）
- 嵩原安三郎（弁護士）
- 山口真由（弁護士）
- 堀潤
- 井上公造
- 長谷川まさ子
- 菊池真由子

### 進行役
いずれも出演時点では読売テレビアナウンサー。
- 萩原章嘉（996年 - 2001年）
- 大田良平（2001年 - 2003年3月・2010年10月2日 - 2013年1月12日） - 報道局への異動に伴い降板。
- 清水健（2003年4月 - 2009年3月28日） - 『かんさい情報ネットten!』を担当するために卒業（途中降板）。
- 山本隆弥（2009年4月4日 - 2010年9月25日）
- 立田恭三（2013年1月19日 - 2019年3月30日）
- 平松翔馬（2018年4月7日 - 2021年3月27日） - 後継番組『あさパラS』にも番組開始から2021年6月26日まで継続して出演。
- 岩原大起（2019年11月16日、2020年11月7日、11月14日） - 平松翔馬のピンチヒッターとして出演。後継番組『あさパラS』（2021年4月10日以降）にも継続して出演。

その他、一般視聴者の主婦から構成される「モニター隊」が出演していた。
ナレーターは進行役でもある平松翔馬と中村秀香（読売テレビアナウンサー）の2名が務めている。平松と中村の二人は2020年7月17日に結婚しており、同日の『す・またん！』で発表しているとともに、当日放送日の7月18日にも改めて発表している。

### 過去の出演者
- 銀シャリ（鰻和弘・橋本直） - コーナーレギュラー。
- ロザン（菅広文・宇治原史規）- 2006年から2011年まではレギュラー
- ダイアン - 2008年 - 2018年3月。東京進出に伴い卒業。藤崎マーケットと交代で隔週出演していた。
- サバンナ（八木真澄・高橋茂雄） - 2006年から2014年までは準レギュラー。
- メッセンジャー黒田 - 2000年から2009年まではレギュラー
- 円広志 - 1996年から2010年まではレギュラー
- 勝谷誠彦（コラムニスト）- 隔週出演、2018年11月28日逝去。
- 和泉修（ケツカッチン） - 2020年3月7日で卒業。
- 脇浜紀子（当時読売テレビアナウンサー） - ナレーション
- 小籔千豊 - 2006年から2020年3月28日まではレギュラー
- 野村修也 - 2021年2月20日で卒業。

## 主なコーナー
以下は番組終了時点のものである。
週刊あさパラ!トップニュース
- その週のニュースで特に視聴者の関心が集まっている項目（ジャンルは問わない）を2～3項目取り扱う。

週刊あさパラ!ニュースチェック
- 「トップニュース」で扱わなかった一般ニュース（芸能以外）を数項目取り扱う。

週刊あさパラ!エンタメニュース
- 「トップニュース」で扱わなかった芸能関連の項目を数項目取り扱う。かつては「週刊あさパラ!芸能ニュース」という名称であった。
- 時間に余裕が無い週では「ニュースチェック」「エンタメニュース」を一纏めにし、「週刊あさパラ!ニュース&エンタメチェック」として放送する。

あさパラ!バズワードニュース
- Yahoo! JAPANの協力により、その週に急上昇した検索ワードを発表する。
- かつては「検索!いきなり急上SHOW」→「急上昇ワード」というタイトルで、ランキングの他にも加えて「今週のpick up」と題してランキング外の注目ワードから1項目紹介していた。

最先探偵モモタン
- 2008年4月から設置されたハイヒールモモコの冠コーナー。週替わりのテーマで、今後流行が予想される最先端アイテムを取り上げる。

2時間放送の場合はこれ以外にも、ユニークな会社社長とその会社を芸人が取材する「華麗なる社長（女社長）」や、川合俊一がモニター隊とともにロケに出る「川合俊一のしゅん一番!」といった不定期コーナーや、単発の企画コーナーが設定される。

## タイアップ商品
2008年10月20日、エースコックから当番組とのタイアップ商品として「エースコックワンタンメン あさパラ!ワンタンメンどんぶり テールスープ味」というカップ麺が関西地区限定で販売された。2008年に発売開始45周年を迎えた「ワンタンメン」の商品アイデアを当番組で募集し、視聴者から50以上のアイデアの中から選ばれ、商品化された。

## スタッフ

### 現在のスタッフ
- ディレクター：遠山正悠(ytv)、藤木康彰(ティーヴィーフリークス)（毎週）、高橋史(ytv)、岡崎雅哉(東通企画)、濱洲拓矢(東通企画)、佐々木菜摘、伊藤愛(ytv)、小坂龍太郎(ytv)、溝根正人(Jワークス)、植村勇太(ytv)、浮田景子(Jワークス)、岡正明(メガバックス)、粟津陽介(ytv)、岸本至生(ytv)、中屋敷亮(ytv)、田中希（週替り）
- 構成：上田信彦、小林仁、近藤悦子、東京コウ塀、田中孝晃、森本雄矢
- 技術：藤井義行
- TD：四方武範、松下英男（松下→以前はVE）
- SW：石田和也（以前はTD兼務）
- SW/CAM：岩崎寛、松本学（松本→以前はCAM）
- CAM：佐々木健太、岡大輔、黒田賢治、宮崎良昭、土肥俊之、脇坂祐司
- MIX：小川要輔、河喜多正悟、濱田浩平、後藤敬介、山崎多佳彦、藤本博樹
- VE：安部展弘、今中萌那、田渕敬昌（田渕→以前はTD兼務）、鈴木淳之、菊地健（菊地→以前はTD）
- AP：佐藤真衣（2020年2月1日から、ダイメディア）
- TK：岡島美栄子
- LD：吉田勝（以前はTD►技術）
- 音効：豊田捺葵（2020年11月7日から）
- MA：西山直宏
- CG：真辺竜哉、上田梨絵、藤本恵利花
- 美術：尾前江美
- 美術進行：佐藤貴
- 協力：ytv Nextry（2011年1月までは「映像企画」「サウンドエフェクト」と表記）、ハートス、つむら工芸、A.I.C、高津商会、グリーンアート、東通企画、ADEC、放送事業社、プランニングカンパニー柿本、EYES、MORE（毎週）、クリーク・アンド・リバー社、ティーヴィーフリークス、NX、ジェイワークス、ルデ・プラス、スイッチ、マウス、MABU（週替り）
- 映像協力：ロイター
- プロデューサー：西川義嗣（2018年6月2日からNextry、2017年6月3日から2018年5月26日までytv）、多賀規恵（以前はディレクター⇒2020年7月18日からプロデューサー）
- チーフプロデューサー：中西英行（2019年6月29日から）
- 制作著作：ytv

### 過去のスタッフ
- ディレクター：菱田雄介、古島裕己、中埜勝之、池田健、吉田剛志、坂谷龍司、門上由佳、古河雅彦、吉井智也、金井南燮、田中瑛人、山本大翔、上田洋也、辻澤叶恵(以上→ytv)、大岩正依(メガバックス)、川口孝幸、中西宏和(Jワークス)、谷村洋平(ロボッツ)、宇野浩平(フリー)、伊藤千雅子、奥野菜央子(以上→東通企画)、鹿間彩苗、松本圭介
- 構成：儀賀保秀
- 技術：廣江貞雄（以前はLD）
- TD：鈴木輝彦、森下直樹、小野木晋、田口護
- SW：村上宜正、岡良雄（岡→以前はCAM兼務）
- CAM：小塩友英
- MIX：印南勉、橋場美穂、泉圭作、瀧野真佑
- VE：大谷晃貴、景川慶三、廣畑秀史
- LD：窪田和弘、奥嶋駿介
- 音効：片岡幸司、神田彩、副島圭祐、村木綾
- MA：六車誠、品川泰宏
- 美術制作：松井珠美、水谷博行、野沢桃子、上野貴弘
- 美術進行：松原春彦、橋本英実
- メイク：金森恵美子
- スタイリスト：笹岡京美、EYES
- CG：村上朋子、木村美香、村上明日香
- 協力：メガバックス、アッシュ、ルテカンパニー
- AP：金谷美和子
- プロデューサー：岩尾安治、相島良樹、吉田聖（吉田→以前はディレクター⇒2016年12月3日から2020年7月18日までプロデューサー）
- 演出：逵敦史、斉藤恭仁雄（斉藤→以前はプロデューサー兼務）
- 演出・プロデューサー：村上雅俊
- チーフプロデューサー：山西敏之、荻原武博（荻原→以前はプロデューサー）、木谷俊樹、田中壽一、三好順作（三好→2016年9月-12月）、土居原作也（土居原→2016年8月までと2017年1月から5月27日までCP、2016年9月から12月までとそれ以前はP）、太田匡隆（太田→2017年6月3日から2019年6月22日まで、以前はディレクター）

## ネット局
| 放送地域   | 放送局            | 系列           | 放送時間          | 備考                                                                        |
| ---------- | ----------------- | -------------- | ----------------- | --------------------------------------------------------------------------- |
| 近畿広域圏 | 読売テレビ（ytv） | 日本テレビ系列 | 土曜 9:25 - 10:30 | 制作局                                                                      |
| 中京広域圏 | 中京テレビ（CTV） | 日本テレビ系列 | 土曜 9:25 - 10:30 | 2009年4月4日から2011年3月26日まで同時ネット、2018年3月3日から同時ネット再開 |
| 広島県     | 広島テレビ（HTV） | 日本テレビ系列 | 土曜 9:25 - 10:30 | 2016年4月2日から同時ネット開始                                              |